# Jeepers Creepers
Jeepers Creepers és una pel·lícula de terror de 2001 escrita i dirigida per Victor Salva. Francis Ford Coppola va ser productor executiu i la pel·lícula és protagonitzada per Gina Philips, Justin Long, Jonathan Breck, Patricia Belcher i Eileen Brennan.
La pel·lícula va rebre crítiques positives que la van catalogar com una de les millors pel·lícules de terror del 2001 i va ser un èxit en taquilla als Estats Units, Espanya, Mèxic, l'Argentina i Veneçuela. El títol del film prové de la cançó de 1938 «Jeepers Creepers» escrita per Harry Warren i Johnny Mercer, per a la comèdia musical Going Places (1938), que fins i tot va tenir una nominació al Oscar a la millor cançó. La versió que sona en la pel·lícula és interpretada per Paul Whiteman i els seus Swing Wings, en les veus de The Four Modernaires.
L'èxit del film va ser acceptat com una nova era per a les pel·lícules de monstres i Salva va ser elogiat per basar-se en el terror visual i el suspens a diferència de múltiples films de terror de l'època, posteriorment s'han produït tres seqüeles: Jeepers Creepers 2 del 2003, Jeepers Creepers 3 del 2017 i Jeepers Creepers: Reborn del 2022 (Aquesta última sent la primera a no comptar amb Salva), un còmic, adaptacions literàries i màrqueting oficial.
La pel·lícula pren lloc en les locaciones fictícies dels comtats Pertwilla i Poho, aquest última és una localitat característica de les pel·lícules de Salva, perquè gran part dels seus films es desenvolupen en aquest comtat.

## Argument
Trish Jenner i el seu germà Darry tornen a casa de la universitat per a passar les vacances de primavera. Mentre condueixen per Florida, un vell camió els segueix amenaçadorament, però finalment passa de llarg. Més tard observen que el mateix camió està aparcat al costat d'una església abandonada i que el conductor introdueix el que semblen ser cadàvers embolicats en llençols tacats de sang en una gran canonada que sobresurt del sòl. En veure passar el seu cotxe, el conductor els persegueix i els treu de la carretera.
Quan el camió marxa, Darry convenç a Trish perquè tornin a l'església. En investigar, Darry sent sorolls procedents de l'interior de la canonada i es fica dins amb Trish subjectant-li pels peus. Trish deixa caure accidentalment a Darry i aquest cau al fons de la canonada. Dins, troba a un home moribund amb punts de sutura en l'estómac i centenars de cadàvers cosits a les parets i el sostre del soterrani, inclosos els d'una parella de graduats desapareguda vint-i-tres anys enrere i nucli d'una llegenda urbana local. Darry aconsegueix sortir de la canonada, troba a Trish i tots dos fugen del lloc i intenten posar-se en contacte amb la policia en una cafeteria. Allí, una estranya dona els crida per telèfon i els diu que estan en perill. Després, posa la cançó «Jeepers Creepers» en un tocadiscs, dient-los que un d'ells morirà cridant en escoltar la cançó; encara confosos per la crida s'assabenten pels treballadors i clients del lloc que mentre estaven al telèfon el subjecte del camió va aparèixer en l'estacionament, va forçar el seu acte i després d'ensumar la roba en els seus equipatges va marxar. Després d'això es reuneixen amb la policia, els qui investigaran l'església mentre una patrulla els escorta a la comissaria local. Mentre viatgen, s'assabenten que l'església s'ha incendiat i qualsevol possible prova ha estat destruïda. La patrulla és atacada i els agents assassinats pel conductor, que carrega els seus cossos en el camió mentre Trish i Darry fugen terroritzats.
Es detenen a casa d'una anciana solitària i li preguen que telefoni a la policia. La dona accedeix fins que s'adona que el conductor s'amaga al seu pati, i la mata abans de revelar el seu rostre inhumà a Trish i Darry. Trish atropella repetidament al conductor amb el seu cotxe, però es queda horroritzada en veure com una ala gegant esquinça la seva gavardina i s'agita en l'aire. La parella marxa i condueix fins a la comissaria, on se'ls acosta la vident Jezelle Gai Hartman, la dona que els va cridar a la cafeteria. Ella els compta la veritable naturalesa del seu perseguidor: es tracta d'una antiga criatura, coneguda com «El Creeper», que desperta cada 23 primaveres durant vint-i-tres dies per donar-se un festí amb parts del cos d'éssers humans, que després formen part del seu propi cos. També els diu que cerca a les seves víctimes a través de la por i que, després de fer olor la por de Trish i Darry, ha trobat alguna cosa que li agrada en un d'ells.
El Creeper ferit arriba a la comissaria, talla el fluid elèctric i es menja a diversos presoners per curar-se. El Creeper és envoltat per la policia, però mata a diversos d'ells i evadeix la seva captura. Atrapada, Jezelle adverteix a Trish i Darry que un d'ells tindrà una mort horrible. Darry exigeix saber qui i Jezelle mira a Trish. El Creeper els troba però perdona la vida a Jezelle abans d'acorralar a Trish i Darry en una sala d'interrogatoris al pis superior. Després d'ensumar-los, el Creeper descarta a Trish i tria a Darry. Trish ofereix la seva vida per la del seu germà, però el Creeper escapa per la finestra i vola allunyant-se amb Darry.
L'endemà, Trish és recollida pels seus pares mentre Jezelle torna a casa penedida. Al mateix temps, en una fàbrica abandonada, se senten els últims crits de Darry abans de morir; a l'interior de les instal·lacions es mostra que, mentre sent Jeepers Creepers en un gramòfon el Creeper l’ha assassinat per robar els seus ulls.

## Repartiment

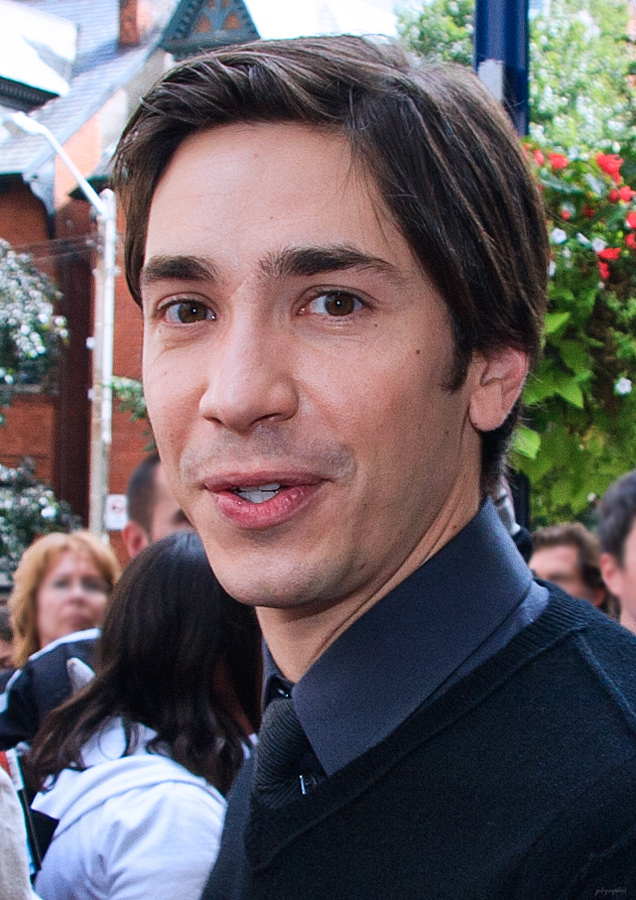
Justin Long va ser qui va interpretar a Darry Jenner, personatge que li va valer en algunes nominacions a alguns premis internacionals.

- Gina Philips com Trisha «Trish» Jenner: la germana granr de Darry, una estudiant de ciències socials que adora tornar a la seva casa per les carreteres del Comtat de Poho, en considerar-ho un lloc tranquil, Trish és la propietària del vehicle on es transporten els germans, ella tracta de convèncer al Creeper que se l'emporti en lloc de Darry, però la criatura fa cas omís.
- Justin Long com Darius «Darry» Jenner: el germà menor de Trish i un estudiant de biologia. Després de caure en el cau del Creeper descobreix centenars de cadàvers allí; aviat comencen a ser perseguits per la criatura demoníaca fins que és capturat per ella, ho mata i li arrenca els seus ulls per a alimentar-se.
- Patricia Belcher com Jezelle Hartman: una vident del Comtat de Poho, alerta als germans Jenner sobre les intencions del Creeper amb ells i tracta de salvar a Darry en va. És considerada pels pobladors de Poho com una boja.
- Jonathan Breck com El Creeper: un dimoni amb milers d'anys d'existència que desperta cada 23 anys i per 23 dies s'alimenta de parts humanes per a prolongar la seva vida, regenerar-se i novament hibernar per 23 anys més. Tria a les seves preses amb el seu olfacte fent olor la por i no es deté fins a caçar-les.
- Eileen Brennan com La senyora dels gats: una anciana del Comtat de Poho, viu sola a la seva casa acompanyada de més de 24 gats. És assassinada per El Creeper qui la travessa amb una escopeta.
- Brandon Smith com David Tubbs: un sergent del Comtat de Poho que atén els germans mentre aquests arriben a la Prefectura a la recerca d'ajuda.
- Jon Beshara com l'agent Robert Gideon: un oficial de policia de Petwilla, que escorta al costat de l'oficial Weston a Darry i Trish, és assassinat per El Creeper qui ho decapita i es menja la seva llengua.
- Avis-Marie Barnes com l'agent Natasha Weston: una oficial de policia de Petwilla, escorta al costat de l'oficial Gideon a Darry i Trish, és assassinada pel Creeper quan aquest la llança de la patrulla policial en ple moviment.
- Peggy Sheffield com Beverly: una cambrera del restaurant Opper's' que atén els germans Jenner, telefona a la policia de Petwilla i és testimoni de com El Creeper ensuma la roba dels Jenner.
- Patrick Cherry com Binky: un treballador del restaurant Opper's.

## Producció
La pel·lícula va obtenir llum verda per part de la Metro-Goldwyn-Mayer a mitjan 2000, la producció es va traslladar als estudis de la MGM situats a Florida. Durant el càsting la primera a quedar seleccionada va ser Philips, qui va obtenir el paper protagonista de Trisha «Trish» Jenner després de audicionar al costat de molts actors joves que competien pel paper de Darius «Darry» Jenner, entre els quals Justin Long va obtenir el paper perquè va actuar de forma espantat i temorós enfront de l'antagonista mentre que la resta dels actors volien enfrontar a The Creeper.
El paper de The Creeper estava destinat a Lance Henriksen, amb qui Victor Salva ja havia treballat anteriorment en la pel·lícula Powder, no obstant això la producció va convèncer a Salva de triar a algú desconegut amb el qual l'audiència no se sentís familiaritzat obtenint el paper Jonathan Breck. El disseny d'art va estar a càrrec de Brad Parker i la música del compositor i mestre d'orquestra Bennette Salvay.
La pel·lícula es va rodar en l'estiu del 2000, al comtat d’Osceola mentre que algunes escenes com La casa del Dolor/L'Església abandonada, El restaurant Opper's, la casa de la senyora amb Gats, la Prefectura de Poho i la planta d'aigües negres es van filmar en locaciones pròximes als estudis de MGM de Florida.

### Taquilla
Jeepers Creepers va guanyar 37.904.175 $ als EUA Més tard va fer 21.313.614 $ a nivell internacional, creant un total de 59 217.789 $ a nivell mundial, una cosa molt bona perquè el cost de pressupost va ser de 8 milions de dòlars.

## Seqüeles
En 2003 es va estrenar en cinemes Jeepers Creepers 2. Aquesta continuació té lloc quatre dies després de l'explicat en la seva predecessora. La trama se centra en com "El Creeper" caça als jugadors i animadores d'un equip de bàsquet d'un institut després d'avariar el seu autobús, mentre que Jack Taggart segueix el rastre del dimoni per a venjar la mort del seu fill.
En 2017 es va estrenar en cinemes Jeepers Creepers 3, la tercera pel·lícula de la franquícia que va comptar amb el finançament de
Myriad Pictures i amb Salva novament com a director i guionista. La pel·lícula transcorre després dels fets de la primera pel·lícula i abans de la segona pel·lícula, narrant l'esdevingut després del rapte de Darry Jenner però abans que l' Autobús 226 iniciï el seu fatídic recorregut al comtat de Kissell. La pel·lícula aquesta protagonitzada per Meg Foster, Stan Shaw i Jonathan Breck. La pel·lícula compta amb un cameo de Gina Philips com Trish Jenner. Encara que va haver-hi rumors que MGM Studios estaria interessat a portar una quarta pel·lícula de la sèrie, Jeepers Creepers: Reborn estrenada en 2022, usualment descrita com un semi-reinici de la saga, ja que va ser la primera a no estar ni produïda, ni dirigida ni escrita per Victor Salva, estrictament es tracta d'una obra no oficial, ja que es va realitzar sense permís de la productora i infringint els drets de distribució relacionats amb el personatge i la seva franquícia.

## Còmic
El 18 de juliol de 2017, es va anunciar que Jeepers Creepers tindria una adaptació al còmic per part de Dynamite i MGM els qui van signar un contracte per a cobrir una adaptació de Jeepers Creepers i la seva seqüela Jeepers Creepers 2, a més de també confirmar l'adaptació al còmic de la franquícia Pumpkinhead.
La història se centra en un jove investigador i estudiant de postgrau, Devin Toulson, que durant una de les seves expedicions descobreix l'existència del Creeper, a poc a poc descobrirà la relació de la temible criatura amb els maies i asteques però no sap que la criatura ha despertat de la seva hibernació en la seva cerca, mentre Devin descobrirà que el seu mitològic descobriment és més que una simple llegenda.

## Recepció
Jeepers Creepers va rebre ressenyes positives per part de la crítica i de l'audiència. En el portal d'internet Rotten Tomatoes, la pel·lícula posseeix una aprovació de 45%, basada en 108 ressenyes, amb una puntuació de 5.1/10 per part de la crítica, mentre que de part de l'audiència té una aprovació de 48%.
La pàgina web Metacritic li ha donat una puntuació de 49 de 100, basada en 24 ressenyes, indicant «ressenyes mixtes». Les audiències de CinemaScore li han donat una qualificació de «D» en una escala de A+ a F, mentre que al lloc web IMDb els usuaris li han donat una puntuació de 6.1/10, sobre la base de més de 91 000 vots.